# Insara fasciata
Insara fasciata är en insektsart som först beskrevs av Brunner von Wattenwyl 1878.  Insara fasciata ingår i släktet Insara och familjen vårtbitare. Inga underarter finns listade i Catalogue of Life.